# Foo Fighters
Foo Fighters je americká rocková kapela, kterou v roce 1994 založili Dave Grohl, Nate Mendel, William Goldsmith a Pat Smear.
Pojmenovali se podle výrazu Foo fighter, který se za druhé světové války používal jako označení pro neidentifikovaný létající předmět. Jejich vznik je tak trochu náhoda, po smrti Kurta Cobaina složil Dave Grohl z legrace píseň „This Is a Call“, po níž se dala kapela dohromady. Tři z jejich šesti studiových alb byly oceněny cenou Grammy v kategorii Best Rock Album. Jejich písně se staly součástí mnoha soundtracků (např. Godzilla, Thor, Mission: Imposible 2, Vřískot 2, Californication). Celosvětového ohlasu dosáhly singly „This Is a Call“, „Everlong“, „Learn to Fly“, „All My Life“, „Times Like These“, „Best of You“, „DOA“, „The Pretender“ a „Long Road to Ruin“.
Složení skupiny se mnohokrát měnilo. Williama Goldsmithe za bicími vystřídal v roce 1997 Taylor Hawkins. Kytarista se v kapele měnil dvakrát, nejprve v roce 1997 Pata Smeara vystřídal Franz Stahl a toho v roce 1999 nahradil Chris Shiflett. Smear se roku 2011 do skupiny vrátil. V roce 2017 se ke skupině jako regulérní člen připojil dlouholetý koncertní hráč na klávesové nástroje Rami Jaffee.
V červnu 2017 vystoupili Foo Fighters v pražské O2 areně a jejich výkon byl hodnocen velmi pozitivně.
25. března 2022 zemřel bubeník skupiny Taylor Hawkins. Nalezen byl mrtvý v hotelu v kolumbijské Bogotě, kde měla kapela vystoupit na festivalu.
V prosinci 2022 skupina oznámila, že budou pokračovat bez Hawkinse. ,,Ale už budou jinou skupinou, než jakou byli předtím."
19. dubna 2023 skupina oznámila své jedenácté studiové album s názvem But Here We Are, které vyšlo 2. června 2023.
21. května 2023 měla skupina živý přenos koncertu, kde vystoupil blízký přítel Davea Grohla bubeník Josh Freese, který se stal členem skupiny. 16. května 2025 sdělil Freese, že dostal 12. května 2025 telefonát od členů, že s ním dále v kapele nepočítají.

## Členové

### Současní
Dave Grohl – kytara, zpěv (1994–dosud), bicí (1994–1997, 2022–2023)
Chris Shiflett – kytara, vokály (1999–dosud)
Nate Mendel – basová kytara, vokály (1994–dosud)
Pat Smear – kytara (1994-1997, 2011–dosud)
Rami Jaffee –  piano, keyboard, akordeon (2017–dosud)

## Bývalí členové

### Bývalí
William Goldsmith – bicí (1994–1997)
Franz Stahl – kytara (1997–1999)
Taylor Hawkins – bicí, vokály (1997–2022) (zemřel)
Josh Freese – bicí (2023–2025)

### Bývalí hosté pro turné
Petra Haden – housle, vokály (2006–2007)
Rami Jaffee – piano, keyboard, akordeon (2006–2017)
Drew Hester - perkuse (2006)
Pat Smear – kytara (2006-2007)
Jessy Greene – housle, cello, vokály (2007)

## Diskografie

### Studiová alba
- 1995 – Foo Fighters
- 1997 – The Colour and the Shape
- 1999 – There Is Nothing Left to Lose
- 2002 – One by One
- 2005 – In Your Honor
- 2007 – Echoes, Silence, Patience and Grace
- 2011 – Wasting Light
- 2014 – Sonic Highways
- 2017 – Concrete and Gold
- 2021 – Medicine at Midnight
- 2023 – But Here We Are

EP
- 2005 – Five Songs and a Cover
- 2011 – iTunes Festival: London 2011
- 2015 – Songs from the Laundry Room

- 2015 – Saint Cecilia
- 2022 – Dream Widow

### Živé nahrávky
- 2006 – Skin and Bones

### DVD
- 2002 – One by One DVD
- 2003 – Everywhere But Home
- 2006 – Skin and Bones
- 2007 – Live at Hyde Park
- 2008 – Live at Wembley Stadium
- 2009 – Greatest Hits
- 2011 – Foo Fighters Back and Forth

### Singly
- 1995 – „Exhausted“
- 1995 – „This Is a Call“
- 1995 – „I'll Stick Around“
- 1995 – „For All the Cows“
- 1996 – „Big Me“
- 1997 – „Monkey Wrench“
- 1997 – „Everlong“
- 1998 – „My Hero“
- 1998 – „Walking After You“
- 1999 – „Learn to Fly“
- 2000 – „Stacked Actors“
- 2000 – „Generator“
- 2000 – „Breakout“
- 2000 – „Next Year“
- 2002 – „The One“
- 2002 – „All My Life“
- 2003 – „Times Like These“
- 2003 – „Low“
- 2003 – „Have It All“
- 2005 – „Best of You“
- 2005 – „DOA“
- 2005 – „Resolve“
- 2006 – „No Way Back“
- 2006 – „Cold Day in the Sun“
- 2006 – „Miracle“
- 2007 – „The Pretender“
- 2007 – „Long Road to Ruin“
- 2008 – „Cheer Up, Boys (Your Make Up Is Running)“
- 2008 – „Let It Die“
- 2009 – „Wheels“
- 2011 – „Rope“
- 2011 – „Walk“
- 2011 – „Arlandria“
- 2011 – „These Days“
- 2012 – „Bridge Burning“